# (2495) Noviomagum
(2495) Noviomagum (7071 P-L) – planetoida z pasa głównego asteroid okrążająca Słońce w ciągu 2,66 lat w średniej odległości 1,92 au. Odkryta 17 października 1960 roku.